# Flugplatz Mauke

i7
i11
i13
Der Flugplatz Mauke (englisch Mauke Airport, IATA-Code: MUK, ICAO-Code: NCMK) ist der einzige Flugplatz der zu den Cookinseln gehörenden Insel Mauke. Er befindet sich an der Nordküste der Insel.

## Geschichte und Anlage
Der erste Flugplatz	auf Mauke entstand 1977 als kurze Graspiste im Inselinneren. In den frühen 1980er-Jahren wurde der heutige Flugplatz an der Nordküste angelegt. Die parallel zur Küste in nordwest-südöstlicher Richtung verlaufende Start- und Landebahn ist mit verdichtetem Korallengrus präpariert und weist eine Länge von 1592 Metern auf. Der Flugplatz verfügt weder über Landebahnbefeuerung noch über Navigations- oder Landehilfen.

## Betrieb
Mauke wird (Stand November 2024) planmäßig ausschließlich von der regionalen Fluggesellschaft Air Rarotonga bedient, die mehrmals wöchentlich Flüge zwischen Mauke und der Hauptinsel Rarotonga, teilweise mit einem Zwischenstopp auf der Nachbarinsel Mitiaro, anbietet.